# Автопроскопты

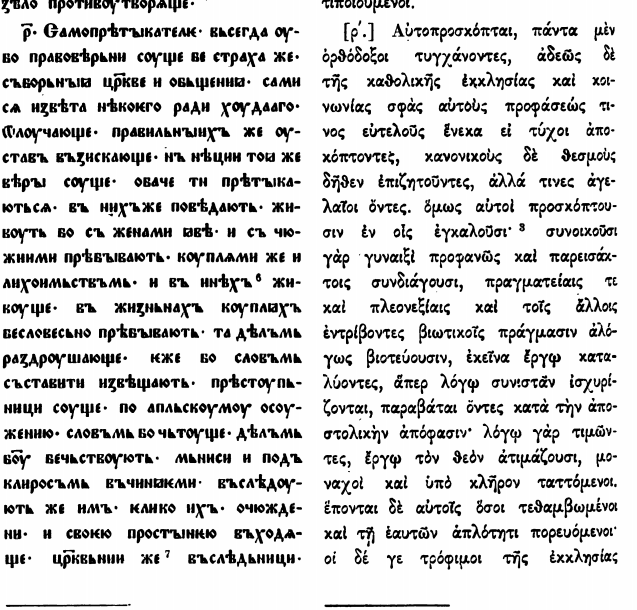
Автопроскопты в книге Бенешевич В. Н. Древнеславянская кормчая XIV титулов без толкования. СПб, 1907. Т. 1.

Автопроско́пты (др.-греч. αὐτοπροσκόπται от др.-греч. αὐτός, αὐτή, αὐτό — «сам» + др.-греч. προσ-κόπτω —  «наносить обиду, оскорблять»; др.-рус. самопрѣтъιкатєлѥ) — еретики, упоминаемые в числе ересей в книги «О ста ересях вкратце» Иоанна Дамаскина, в различных изданиях как 100 или 101 ересь. Автопроскопты не были описаны в оригинальном сочинении Иоанна Дамаскина, а добавлены позже в книгу безымянными переписчиками.
Автопроскопты в вероучении были православные, но отделились от Церкви под благовидным предлогом соблюдения канонов. Автопроскопты в своём религиозном сообществе не имели ни епископов, ни предстоятелей народа, но только каких-то простецов. Автор обвиняет автопроскоптов в том, что они сами грубо нарушают каноны: открыто сожительствуют с женами, удерживают у себя чужих жен, занимаются торговлей, — надувательством и другими житейскими делами.